# Willi Schmidt (Regisseur)
Willi Erwin Georg Schmidt (* 19. Januar 1910 in Dresden; † 20. Februar 1994 in Berlin) war ein deutscher Bühnenbildner und Regisseur.

## Leben

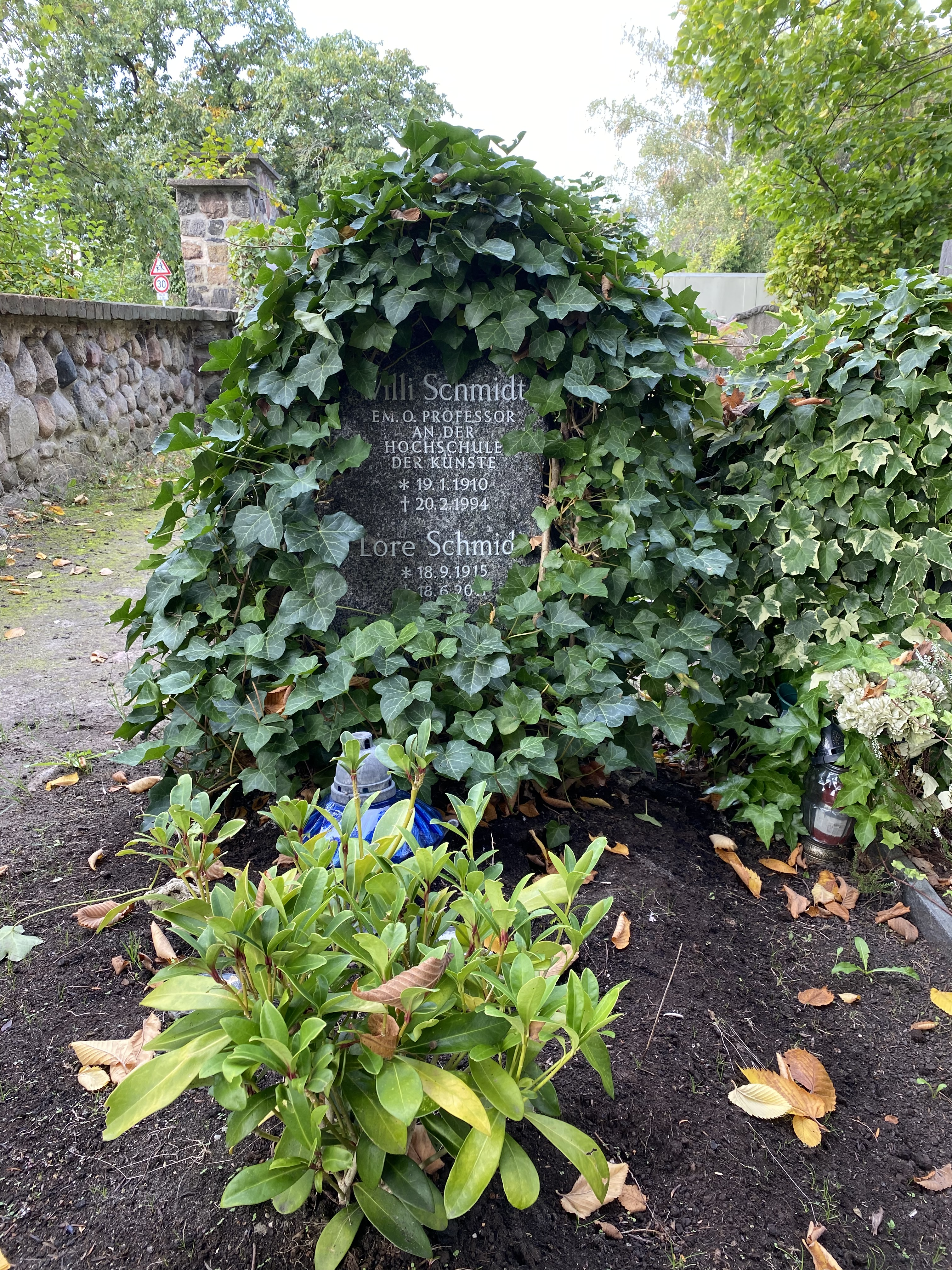
Grabstätte Willi Schmidt

Der gebürtige Dresdner Willi Schmidt belegte nach abgelegtem Abitur am König-Georg-Gymnasium von 1929 bis 1933 die Studien der Philosophie, Theaterwissenschaft, Germanistik sowie Kunstgeschichte an der Universität Berlin. Schmidt schrieb eine Dissertation bei Nicolai Hartmann, promovierte aber nicht. Willi Schmidt erhielt 1931 eine Assistenzstelle beim bekannten Bühnenbildner Rochus Gliese, wechselte 1933 zu Jürgen Fehling und Heinz Hilpert, für den er seinen ersten selbständigen Auftrag, nämlich den Entwurf des Bühnenbildes für Die leichte Person, eine Berliner Posse mit den bekannten Schauspielern Grete Mosheim und Max Adalbert, ausführte. Willi Schmidt blieb in der Folge bei Hilpert an der Volksbühne sowie am Deutschen Theater, 1938 wechselte er unter der Intendanz Gustaf Gründgens zum Preußischen Staatstheater, an dem er bis 1944 für das Bühnenbild verantwortlich zeichnete.
Nach dem Zweiten Weltkrieg wurde Willi Schmidt die Bühnenbild-Gestaltung an den Berliner Bühnen, so am Hebbeltheater, Deutschen Theater, Schloßparktheater, übertragen. Dazu wirkte er auch als Regisseur an allen großen Theatern in Berlin, am Deutschen Schauspielhaus in Hamburg sowie am Düsseldorfer Schauspielhaus. 1952 folgte Schmidt einem Ruf auf die Professur für Bühnenbild an die Hochschule der Künste in Berlin, die er bis 1975 ausfüllte. Willi Schmidt, der architektonisch aufgefasste Bühnenbilder schuf, verstarb 1994 einen Monat nach Vollendung seines 84. Lebensjahres in Berlin. Sein Grab befindet sich auf dem St.-Annen-Kirchhof in Berlin-Dahlem.